# Jean-Claude Langlade
Pas d'image ? Cliquez ici

a Compétitions nationales et continentales officielles uniquement.

b Matchs officiels uniquement.
Dernière mise à jour le 3 janvier 2023.
Jean-Claude Langlade, né le 2 février 1963 à Clermont-Ferrand, est un joueur français de rugby à XV, qui a joué avec l'équipe de France, évoluant au poste de trois quart centre ou d'arrière. 

## Biographie
Jean-Claude Langlade commence le rugby à l'âge de sept ans.
Après sa carrière de joueur de rugby, il devient entraîneur. Il est policier municipal, notamment dans la ville d'Issoire depuis 2007, il en est le chef de service. 

## Carrière de joueur

### En équipe nationale
Il a disputé son premier test match le 24 mai 1990, contre l'équipe de Roumanie, et le dernier contre l'équipe de Nouvelle-Zélande, le 3 novembre 1990.
Lors de la rencontre contre les All Blacks, il indique prendre un coup sur la tête à la 20e minute de jeu de la part d'un des frères Whetton, il est alors KO pendant les soixante minutes restantes qu'il continue à jouer.

## Palmarès
- Sélections en équipe nationale : 3
- Challenge Yves du Manoir : 
  - Vainqueur (1) : 1986
  - Finaliste (1) : 1985